# Lepidium sativum
Lepidium sativum se denomina también mastuerzo, lepidio, berro hortelano o berro de jardín. Es una planta de pequeño tamaño muy empleada en las ensaladas. Se encuentra frecuentemente cerca de los caminos en las fuentes y las orillas de los ríos. Es originaria de Egipto y Asia occidental.

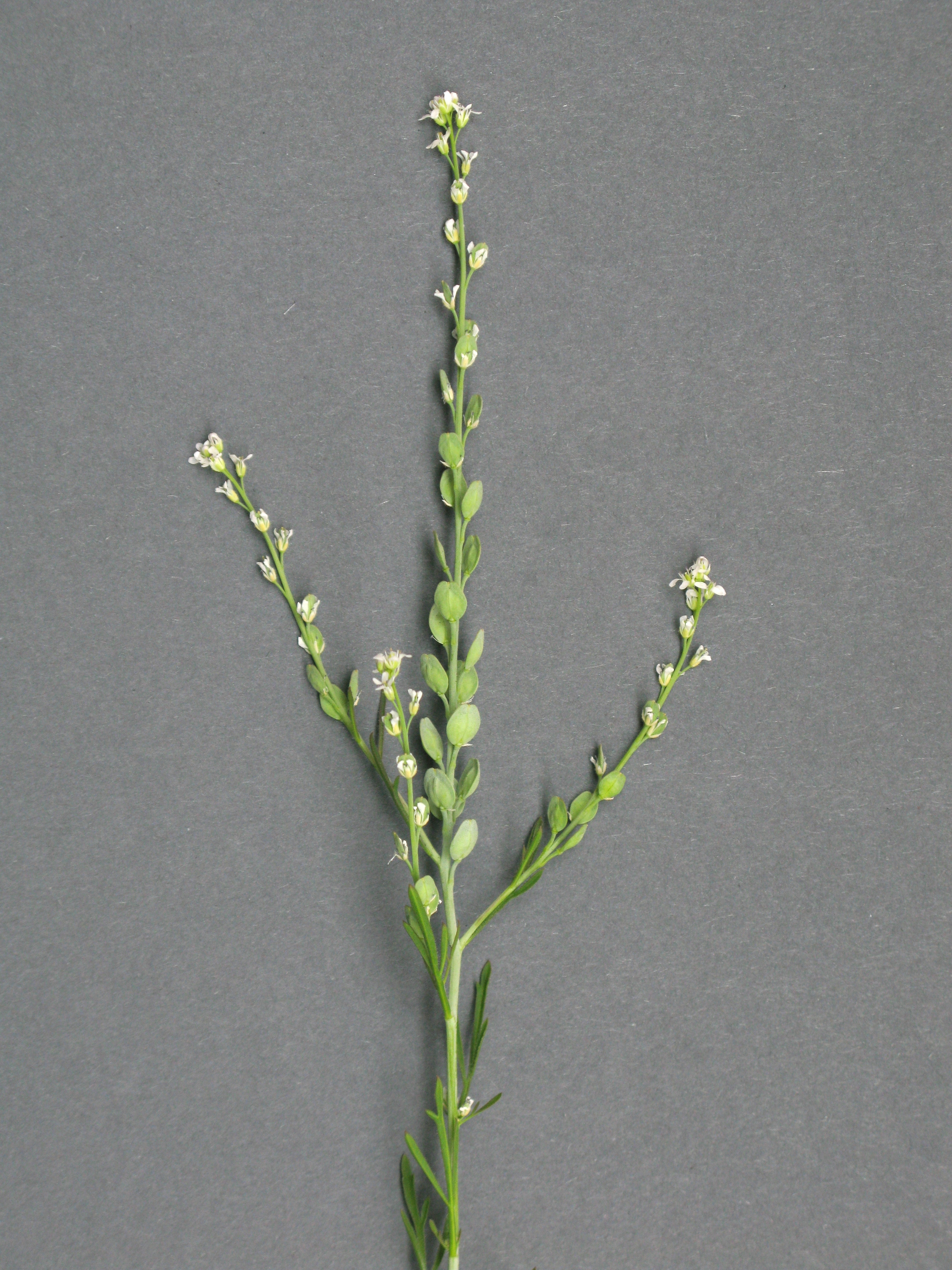
Vista de la planta

## Descripción
Es una planta anual, que alcanza un tamaño de 30-60 cm de altura, erecta, ramificada, glabra, raramente pilosa. Hojas inferiores pinnatisectas o lyrada-pinnadas, de 4-10 cm de largo, 2.5 a 3.5 cm de ancho, subsésiles; las hojas superiores lineares, sésiles. Las in florescencias en racimos muy ramificados, con 20-30 flores, ebracteadas. Flores pequeñas, de 3 mm de diámetro, de color blanco o rosado; pedicelo 2-3 (-5) mm de largo en el fruto. Sépalos de 1.5 mm de largo, 1 mm de ancho, oblongo, obtuso. Pétalos de 3 mm de largo, 1 mm de ancho, se estrechan a continuación, ápice redondeado. Los frutos son silicuas de 4.5-6 mm de largo, 3.5-5 mm de ancho, ampliamente elípticas a suborbiculares, glabras, estrechamente aladas y con muescas en el vértice con estilo corto incluido; semillas de 3 mm de largo, 1 mm de ancho, de color marrón.

### Culinario
Debido a su aroma fresco y verde se suele emplear en ensaladas, mezclado con otras hortalizas, cocinado en sopas, como guarnición al natural y en platos de carnes y pescados a la parrilla.

## Taxonomía
Lepidium sativum fue descrita por Carlos Linneo y publicado en Species Plantarum 2: 643. 1753.
Etimología
Lepidium: nombre genérico que deriva del griego, y significa "pequeña escama", en referencia al tamaño y forma de los frutos (silicuas).
sativum: epíteto latino que significa "cultivada"
Sinonimia
- Arabis chinensis Rottler ex Wight
- Cardamon sativum (L.) Fourr.
- Crucifera nasturtium E.H.L.Krause
- Lepia sativa (L.) Desv.
- Lepidium hortense Forssk.
- Lepidium spinescens DC.
- Nasturtium crispum Medik.
- Nasturtium hortense Garsault
- Nasturtium sativum (L.) Moench
- Nasturtium spinescens (DC.) Kuntze
- Thlaspi nasturtium Bergeret ex Steud.
- Thlaspi sativum (L.) Crantz
- Thlaspidium sativum (L.) Spach[3]

## Nombre común
- Castellano: malpica, mastuerzo (12), mastuerzo de huerta, mastuerzo hortense (2), mestuerzo, nastuerzo (el número entre paréntesis indica las especies que tienen el mismo nombre en España).[4]